# Margareta Mörck
Margareta Mörck Åström, född Frick 1 juli 1939 i Markaryd, är en svensk bibliotekarie och politiker (folkpartist).
Margareta Mörck, som är dotter till en rektor och en affärsidkare, blev filosofie magister vid Lunds universitet 1965 och var därefter bibliotekarie i Ängelholm 1965–1975, biblioteks- och kulturchef i Båstads kommun 1975–1989, kulturchef i Växjö kommun 1989–1992 och länsbibliotekarie i Kronobergs län från 1993.
Hon var ordförande i Båstads kulturnämnd 1971–1974 och därefter ledamot i kommunfullmäktige 1974–1985. Hon var även ordförande i Folkpartiets länsförbund i Kristianstads län 1986–1993.
Hon var riksdagsledamot för Kristianstads läns valkrets 1985–1988. I riksdagen var hon bland annat ledamot i kulturutskottet 1985–1988. Hon var särskilt engagerad i kultur- och utbildningspolitik.
Hon var barnbarn till Assarina Frick som var ordförande för Föreningen för kvinnans politiska rösträtt i Markaryd 1908.